# Филидор, Андре Даникан (старший)
Андре Даникан Филидор, известный как Старший (1652, г. Версаль — 11 августа 1730, Дрё), — французский композитор, придворный музыкант короля Людовика XIV.

## Биография
Представитель семьи французских музыкантов и композиторов. Отец Франсуа-Андре (1726—1795), композитора и шахматиста, и композитора Анн Даникан Филодоров (1681—1728).
В 1667—1677 годах служил гобоистом в мушкетерском полку. Следовал за королём во время его военных действиях во Фландрии и испанских Нидерландах, участвовал в осаде Маастрихта, а также в военных походах и сражениях в Эльзасе и Лотарингии.
С 1677 году обучался в Королевской музыкальной академии.
Со временем стал выступать в качестве оперного музыканта, флейтиста, фаготиста и скрипача.
Ещё до 1684 года был назначен хранителем и библиотекарем королевской музыкальной библиотеки (Garde de la Bibliothèque de la Musique du Roi). В течение многих лет служил на этом посту.
Получил королевскую привилегию публиковать свои музыкальные сочинения.
До сих пор богатая, тщательно собранная Филидором коллекция является основой Музыкальной библиотеки Версаля и музыкальной коллекции Национальной библиотеки Франции. Эта обширная коллекция содержит придворные оперы, балеты, инструментальную музыку и церковную музыку XVII века, отчасти, в виде рукописных копий Филидора. За свою жизнь он собрал более 10 000 рукописных томов, которые ещё не были напечатаны, включая почти все произведения Люлли и музыку Делаленда .

## Избранные сочинения
- 1670 : La Marche des Mousquetaires ; La (nouvelle) Marche des Mousquetaires.
- 1674 : La Descente des armes des Mousquetaires.
- 1679 : La Marche française.
- 1680 : Oboenkonzert.
- 1685 : Midas, mascarade ; 55 Stücke für Trompete und Pauke ; La Marche du carrousel du Dauphin.
- 1687 : Le Canal de Versailles, Балет.
- 1688 : La Princesse de Crête, Heldenkomödie ; Le Mariage de la Grosse Cathos avec la Couture, Mascarade.
- 1690 : La Marche des pompes funèbres pour la Dauphine.
- 1692 : La Marche des Grenadiers à cheval.
- 1694 : La Marche pour les Boulonnais du duc d’Aumont.
- 1695 : 24 danses et airs Italiens.
- 1699 : 20 Suiten Danses pour les violons et hautbois qui sejouent ordinairement aux bals chez le roi — Livre Ier par Mr. Philidor l’aîné.
- 1700 : Mascarades : Le Roy de la Chine ; Les Savoyards ; La Noce de village ; Le Vaisseau Marchand ; La Fête d’Arcueil ; 4 suites pour basse.
- 1702 : La Marche pour les Mousquetaires du Roi d’Espagne.
- 1705 : La Générale de la Garde française ; La Marche suisse ; Marche ; La Marche du Régiment de Saluces ; La Marche liégeoise ; La Marche hollandaise ; 7 appels de chasse.
- 1712 : 28 menuets et 1 passepied.
- 1715 : 11 danses ; Suite en E si mi ; Suite en E si mi.
- 1717 : Le Cercle d’Anet, divertissement instrumental ; Menuet.
- 1719 : Suite en B fa si ; 19 Tänze, Menuet für Gitarre und Musette.